# Szwejki Małe
Szwejki Małe [pronunciación en polaco: /ˈʂfɛi̯ki ˈmawɛ/] es un pueblo ubicado en el distrito administrativo de Gmina Biała Rawska, dentro del Distrito de Rawa, Voivodato de Łódź, en Polonia central. Se encuentra aproximadamente a 5 kilómetros al sur de Biała Rawska, a 17 kilómetros al este de Rawa Mazowiecka, y a 71 kilómetros al este de la capital regional Łódź.